# Ян Пісецький
Ян Пісецький (Jan Písecký; нар. 15 травня 1951) — колишній чехословацький тенісист.
Найвищу одиночну позицію світового рейтингу — 112 місце досяг 2 червня 1975 року.
Найвищим досягненням на турнірах Великого шолома був чвертьфінал в змішаному парному розряді.

## Фінали Гран-прі за кар'єру

### Парний розряд: 1 (0–1)
| Результат | W/L | Дата     | Турнір       | Покриття | Партнер     | Суперники               | Рахунок       |
| --------- | --- | -------- | ------------ | -------- | ----------- | ----------------------- | ------------- |
| Поразка   | 0–1 | Бер 1975 | Гемптон, США | Килим    | Карл Майлер | Ян Крукенден Ян Флетчер | 2–6, 7–6, 4–6 |